# Harvey Stephens (acteur)
Pour les articles homonymes, voir Harvey Stephens.
Harvey Stephens (1901-1986) est un acteur américain.

## Biographie

### Pilote de planeur
Dès la fin des années 1930, Stephens a été l'un des premiers grands promoteurs du vol à voile  et continua à s'intéresser à ce sport tout au long de sa vie.
En 1937, Harland Ross a construit un planeur sur mesure pour Stephens, qui est devenu le Ross RS-1 Zanonia (la désignation "RS" signifie "Ross-Stephens"). Il a organisé un certain nombre de compétitions et a continué à y participer après sa retraite d'acteur dans les années 1960.

## Filmographie partielle
- 1933 : Jimmy and Sally de James Tinling : Ralph Andrews
- 1934 : Le Témoin imprévu (Evelyn Prentice) de William K. Howard : Lawrence Kennard
- 1935 : On a volé les perles Koronoff (Whipsaw) de Sam Wood : Ed Dexter
- 1935 : It's in the Air de Charles Reisner : Sidney Kendall
- 1935 : Chronique mondaine (After Office Hours) de Robert Z. Leonard : Tommy Bannister
- 1935 : La Double Vengeance (The Murder Man) de Tim Whelan : Henry Mander
- 1936 : Le Défenseur silencieux (Tough guy) de Chester M. Franklin
- 1936 : Robin des Bois d'El Dorado (The Robin Hood of El Dorado) de William A. Wellman : Le capitaine Osborne
- 1936 : Absolute Quiet de George B. Seitz : Barney Tait
- 1937 : Murder Goes to College de Charles Reisner : Paul Broderick
- 1937 : L'Homme qui terrorisait New York (King of Gamblers) de Robert Florey : J.G. Temple
- 1937 : Trompette Blues (Swing High, Swing Low) de Mitchell Leisen : Harvey Howell
- 1937 : Le Démon sur la ville (Maid of Salem) de Frank Lloyd : Dr. John Harding
- 1938 : La Ruée sauvage (The Texans) de James Patrick Hogan : Lt. David Nichols
- 1938 : Dangerous to Know de Robert Florey
- 1939 : La Maison de l'épouvante (The House of Fear) de Joe May : Richard Pierce
- 1939 : Terreur à l'ouest (The Oklahoma Kid) de Lloyd Bacon : Ned Kincaid
- 1940 : Abraham Lincoln (Abe Lincoln in Illinois) de John Cromwell : Ninian Edwards
- 1940 : Le Régiment des bagarreurs (The Fighting 69th) de William Keighley
- 1942 : Madame veut un bébé (The Lady Is Willing) de Mitchell Leisen : Dr. Golding
- 1942 : André Hardy fait sa cour (The Courtship of Andy Hardy) de George B. Seitz : Roderick O. Nesbit
- 1942 : La Maison de mes rêves (George Washington Slept Here) de William Keighley : Jeff Douglas
- 1942 : Un Américain pur sang (Joe Smith, American) de Richard Thorpe : Freddie Dunhill
- 1954 : Three Young Texans de Henry Levin : Jim Colt
- 1955 : La Fille sur la balançoire (The Girl on the Red Velvet Swing) de Richard Fleischer : Dr. Hollingshead
- 1958 : Le Temps de la peur (In Love and War) de Philip Dunne : Amory Newcombe
- 1959 : Le Masque (The Bat) de Crane Wilbur : John Fleming
- 1959 : La Mort aux trousses d’Alfred Hitchcock : un fonctionnaire de la CIA (non crédité)

## Représentations au théâtre
- 1949 : South Pacific, comédie musicale de Joshua Logan, Richard Rogers et Oscar Hammerstein II : Commodore William Harbison